# Hải âu cổ rụt
Hải âu cổ rụt hay còn gọi là hải âu mỏ sáng hay vẹt biển là các loài chim biển thuộc chi Fratercula với cái mỏ có màu sắc rực rỡ trong mùa sinh sản. Đây là những chim sống gần biển, kiếm ăn chủ yếu bằng cách lặn xuống nước để bắt cá. Chúng sinh sản trên các vách đá dựng đứng ven biển, hải đảo ngoài khơi, làm tổ giữa các khe đá, trên các tảng đá hoặc trong hang trên đất. Hai loài, hải âu cổ rụt mào lông và hải âu cổ rụt sừng được tìm thấy ở Bắc Thái Bình Dương, trong khi hải âu mỏ sáng Đại Tây Dương được tìm thấy ở Bắc Đại Tây Dương.
Tất cả các loài hải âu này có bộ lông chủ yếu là màu đen hoặc màu đen pha trắng, với cơ thể chắc nịch và chiếc mỏ lớn so với cơ thể chúng. Chúng có chiếc mỏ đầy màu sắc khi vào mùa sinh sản, và nhạt hơn sau khi kết thúc mùa sinh sản. Chúng có cánh ngắn được điều chỉnh phù hợp để bơi dưới nước. Khi bay, hải âu mỏ sáng đập cánh rất nhanh chóng (lên đến 400 lần mỗi phút)  và chúng thường bay ở cự ly tương đối cao trên bề mặt đại dương.

## Phân loại
Chim Auklet (Cerorhinca monocerata) là một loài gần gũi với hải âu mỏ sáng, đôi khi chúng cũng được xếp trong chi Fratercula. Một số tác giả còn xếp loài hải âu mỏ sáng Crested và Chim Auklet vào chi Lunda.
Tên chi Fratercula có nguồn gốc từ tiếng Latinh và có nghĩa là "em trai", một tham chiếu đến bộ lông màu đen và trắng, giống như tu viện áo choàng. Tên tiếng Anh có nó có nghĩa là "loài chim biển" ban đầu được áp dụng cho hải âu Manx (1652) được biết đến là "Puffin Manks". "Puffin" là một từ trong Anglo-Norman (Tiếng Anh thời Trung Cổ là pophyn hoặc poffin) . Hải âu mỏ sáng Đại Tây Dương lấy lại cái tên này, có thể vì thói quen làm tổ tương tự của nó với loài hải âu Manx. Tên gọi này cũng được dùng để gọi loài chim Alca (Alca Torda) ở Ireland.
Hóa thạch lâu đời nhất là Hydrotherikornis được khai quật ở Oregon có niên đại Eocene muộn. Đồng hồ phân tử đã được sử dụng để xác định nguồn gốc ở Thái Bình Dương trong Paleocen. Hóa thạch ở Bắc Carolina ban đầu có thể là hai loài Fratercula, nhưng sau đó xác định là chỉ có một loài thuộc chi Fratercula, hải âu mỏ sáng Crested, và một là của loài Cerorhinca. Một loài đã tuyệt chủng, hải âu mỏ sáng Dow (Fratercula dowi) đã được tìm thấy trên quần đảo Channel California cuối kỉ Pleistocene hoặc đầu Holocen.
Các loài thuộc chi Fratercula được cho là có nguồn gốc ở Thái Bình Dương do có đa dạng loài hơn, chỉ có một loài còn tồn tại ở Đại Tây Dương, so với hai loài ở Thái Bình Dương. Các mẫu hóa thạch Fraterculini ở Thái Bình Dương có niên đại ít nhất là từ giữa Miocen, giai đoạn Miocen giữa đến cuối Pliocen có các hóa thạch ở miền nam California và miền bắc México. Mặc dù không có hồ sơ từ giai đoạn Miocen ở Đại Tây Dương nhưng một cuộc kiểm tra lại các bằng chứng ở Bắc Carolina cho thấy sự đa dạng của chúng trong thế Pliocene đầu là ở Đại Tây Dương cũng như sự đa dạng của chúng ở Thái Bình Dương như ngày nay. Sau đó sự hiện diện của chúng đã bị mất đi do những thay đổi lớn của đại dương trong thế Pliocene muộn bởi sự đóng băng ở khu vực ven biển Panama ngày nay và bắt đầu chu kỳ băng giá cực kỳ khắc nghiệt ở Bắc Đại Tây Dương.

## Mô tả
Hải âu mỏ sáng là các loài chim có cơ thể chắc nịch, có cánh và đuôi ngắn. Phần trên và phần dưới của chúng thường có màu trắng hoặc màu nâu xám hơi đen. Đầu có một "chiếc mũ" màu đen, khuôn mặt chủ yếu là màu trắng còn bàn chân có màu đỏ cam. Màu sắc của chúng sặc sỡ hơn trong mùa sinh sản.
Mặc dù hải âu mỏ sáng khá ồn ào trong mùa sinh sản nhưng lại rất lặng lẽ khi bay và kiếm ăn trên biển. Chúng bay tương đối cao trên mặt nước, thông thường là khoảng 10 m (30 ft) so với 1,6 m (5 ft) của các loài chim biển khác.

### Loài
| Loài                                              | Loài     | Loài                                                                              | Loài |
| Tên thông thường và tên khoa học                  | Hình ảnh | Mô tả                                                                             | Phạm vi phân bố |
| ------------------------------------------------- | -------- | --------------------------------------------------------------------------------- | --- |
| Hải âu mỏ sáng Đại Tây Dương (Fratercula arctica) |          | chiều dài 32 cm (12,5 in), sải cánh dài 53 cm (21 in), trọng lượng 380 g (13 oz). | Bắc Đại Tây Dương: bờ biển của Bắc Âu kéo dài xuống phía Nam ở miền Bắc nước Pháp, Quần đảo Anh, Quần đảo Faroe, Iceland, Greenland, tới phía Nam ở Maine. Mùa đông xuống tận phía Nam ở Maroc và New York. |
| Hải âu cổ rụt sừng (Fratercula corniculata)       |          | Dài 38 cm (15 in), với sải cánh 58 cm (23 in), trọng lượng 620 g (1.4 lb).        | Bắc Thái Bình Dương: bờ biển Siberia, Alaska, British Columbia, Đông nam California và Baja California. |
| Hải âu cổ rụt mào lông (Fratercula cirrhata)      |          | Dài 38 cm (15 in), với một sải cánh 63,5 cm (25 in), trọng lượng 780 g (1.7 lb).  | Bắc Thái Bình Dương: British Columbia, khắp Đông nam Alaska và quần đảo Aleutian, Bán đảo Kamchatka, quần đảo Kuril và xung quanh biển Okhotsk. Mùa đông có mặt ở cả nam Honshū và California               |

## Sinh học

### Sinh sản
Hải âu mỏ sáng sinh sản trên bờ biển và hải đảo, trước đây những hòn đảo là nơi sinh sản được gọi là "Đảo Puffin". Hải âu mỏ sáng Horned thì cả con đực và con cái đều tập trung xây dựng tổ. Chúng làm hang sâu khoảng 1 mét (3 feet), trong khi hang của hải âu mỏ sáng Crested có thể làm những chiếc tổ sâu đến 2,75 mét (9 feet). Hải âu Crested và hải âu mỏ sáng Đại Tây Dương làm tổ chủ yếu là những hang sâu trong đất, trái lại hải âu mỏ sáng Horned làm tổ trong những khe đá trên cách vách đá. [ 14 ] Tổ của hải âu mỏ sáng Đại Tây Dương thường được lót bằng vật liệu khác như cỏ, lá và lông. Những quả trứng của loài này thường màu trắng kem.
Hải âu mỏ sáng hình thành liên kết đôi hay các mối quan hệ lâu dài. Con cái đẻ một quả trứng duy nhất, và cả con đực lẫn con cái thay nhau ấp trứng và nuôi hải âu nhỏ. Chúng đạt tuổi trưởng thành trong khoảng 5 năm tuổi nhưng trước đó có thể thực hiện được các chuyến bay kiếm mồi cùng với cha mẹ chúng. Trong điều kiện nuôi nhốt, hải âu mỏ sáng đã được biết đến như là loài chim biển có khả năng sinh sản sớm nhất, khi đạt 3 năm tuổi.
Sau khi sinh sản, cả ba loại trú đông ở khu vực cách xa bờ biển và thường mở rộng về phía nam của khu vực sinh sản.
Hiện nay, Iceland là quốc gia chiếm phần lớn loài hải âu mỏ sáng Đại Tây Dương nhất với khoảng 10 triệu con. trong đó quần đảo Westmann thuộc Iceland là khu vực đảo có nhiều loài hải âu mỏ sáng nhất.

### Thức ăn

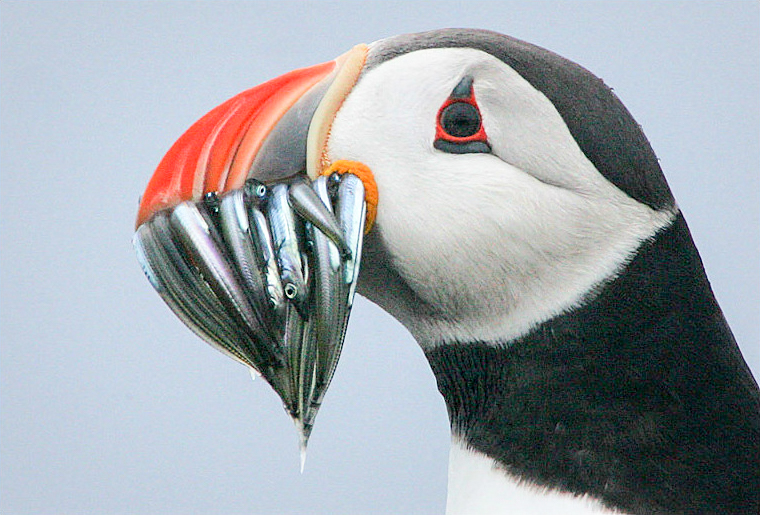
Một con Hải âu mỏ sáng Đại Tây Dương giữ liền lúc rất nhiều những con cá nhỏ ở trên miệng của nó

Giống như nhiều loài chim biển khác, hải âu mỏ sáng ăn cả cá và động vật phù du, nhưng trong thời gian nuôi hải âu con, chúng bắt những loài cá nhỏ với khoảng vài lần một ngày. Thức ăn của hải âu mỏ sáng Đại Tây Dương bao gồm cá trích cá trứng và một số loài cá nhỏ khác. Hải âu mỏ sáng có khả năng đặc biệt đó là chúng có thể giữ liền lúc tại miệng hơn chục con cá nhỏ. Điều này cho phép chúng đem lượng thức ăn về tổ cho lũ chim con được nhiều hơn so với các loài khác tại cùng một thời điểm.

## Mối quan hệ với con người
Chim này là loài chim dễ nuôi tại Iceland và các quốc gia khác ở các châu lục

### Săn bắt
Hải âu mỏ sáng bị săn bắt để lấy trứng, lông và thịt. Phân loài ở Đại Tây Dương bị ảnh hưởng bởi mất môi trường sống và bị săn bắn trong suốt thế kỷ 19 và đầu thế kỷ 20. Hiện nay chúng vẫn tiếp tục bị săn bắn ở Iceland và quần đảo Faroe như là một nguồn thực phẩm, nơi mà chúng không được pháp luật bảo vệ.
Chúng bị săn bắt bởi một kỹ thuật được gọi là "đánh bắt cá trên trời", liên quan đến việc đánh bắt các loài chim bay thấp với một mạng lưới lớn. Thịt của chúng có mặt trên thực đơn của khách sạn. Tim của chúng được ăn sống như là một đặc sản truyền thống ở Iceland.

### Bảo tồn
"SOS Puffin" là một dự án bảo tồn ở Trung tâm North Berwick, bảo tồn các loài chim biển ở Scotland để bảo vệ và lưu giữ hải âu mỏ sáng trên các đảo và ven biển. Hải âu mỏ sáng trên đảo Craigleith, từng là một trong những nơi có số lượng lớn nhất ở Scotland, với 28.000 cặp, đã bị giảm đáng kể bởi cây Mallow chúng sinh sôi trên hòn đảo này và khiến cho hải âu mỏ sáng không thể vào hang để sinh sản. Dự án có sự hỗ trợ của hơn 450 tình nguyện viên nhằm giúp tăng số lượng loài hải âu mỏ sáng trong các năm tiếp theo.
Trong mùa hè, trẻ em ở Iceland đi bộ xung quanh khu vực địa phương với các hộp và thùng chứa để giúp cứu những con chim hải âu khỏi những vị trí nguy hiểm, chẳng hạn như các tổ ở gần khu vực thành phố, đông dân cư, nơi mà ánh sáng bởi đèn điện thành phố khiến chúng nhầm lẫn với ánh sáng phản chiếu từ biển gần hang và bay vào hướng đó. Những đứa trẻ cứu hải âu mỏ sáng sau đó sẽ thả chúng trên bãi biển, và các khu vực xa thành phố.
Ngũ cốc Puffins là một sản phẩm ngũ cốc nổi tiếng được hỗ trợ bởi "dự án Puffin", 
Hải âu mỏ sáng Đại Tây Dương là loài chim tượng trưng cho tỉnh Newfoundland và Labrador ở Canada.

## Hình ảnh

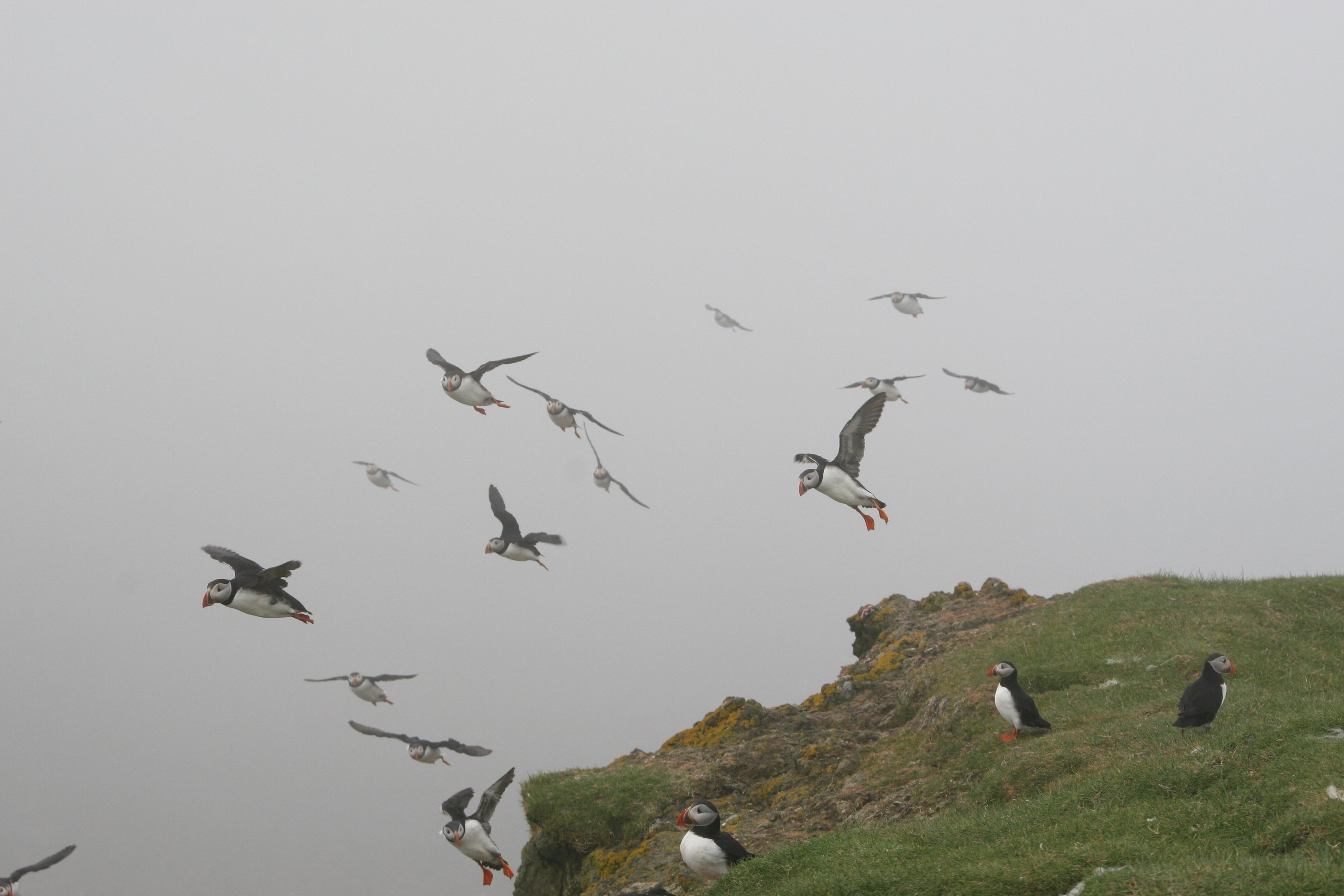
Hải âu mỏ sáng Đại Tây Dương trên Quần đảo Faroe
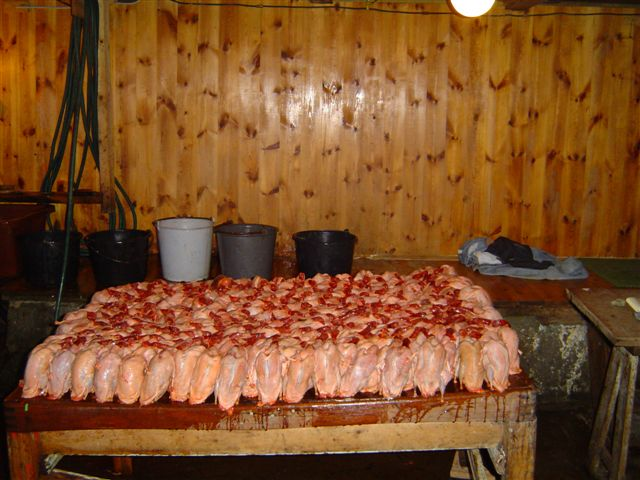
Thịt của hải âu mỏ sáng được dùng như là một món ăn trên quần đảo Faroe
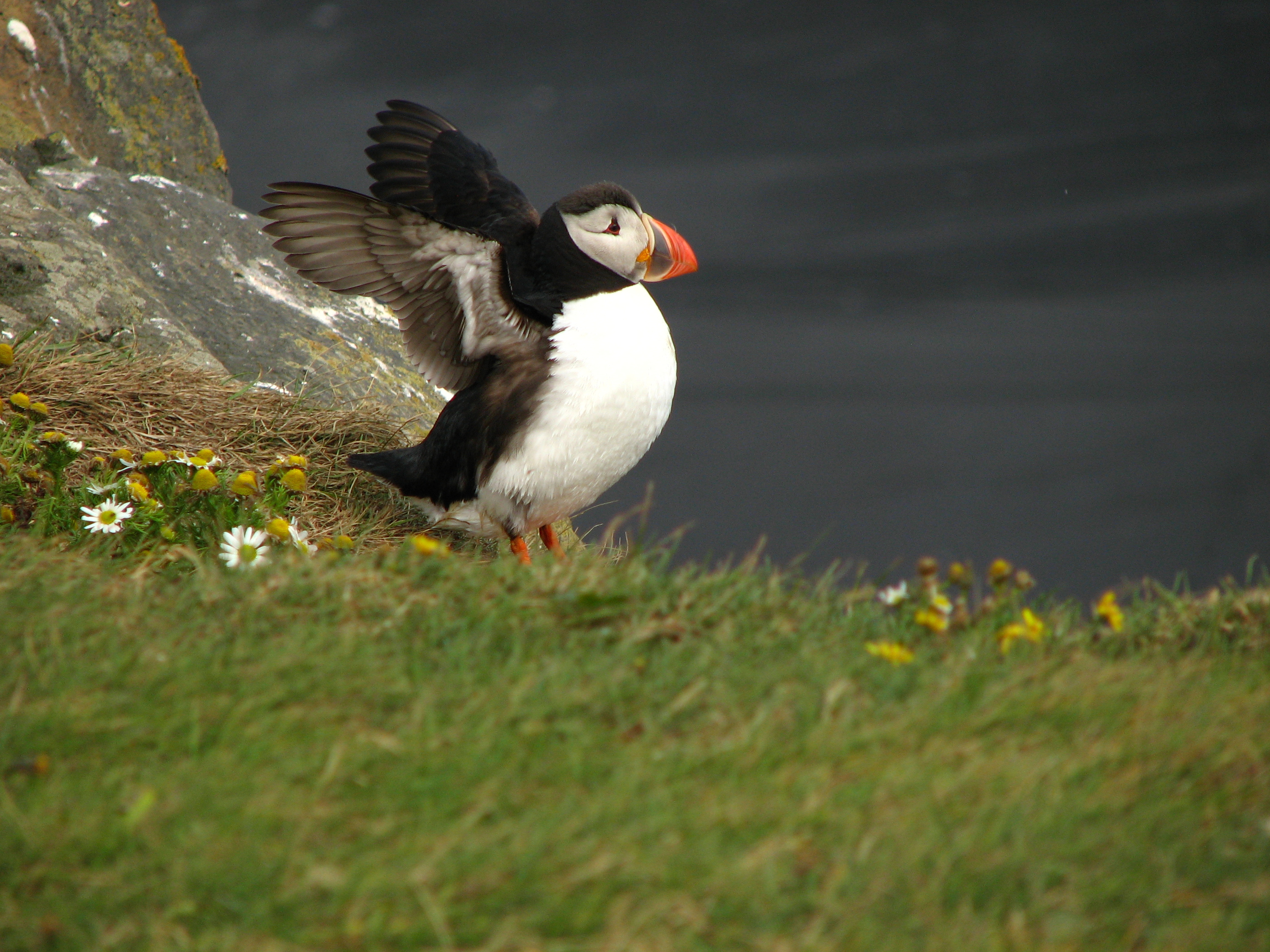
Một con hải âu trên đảo Iceland
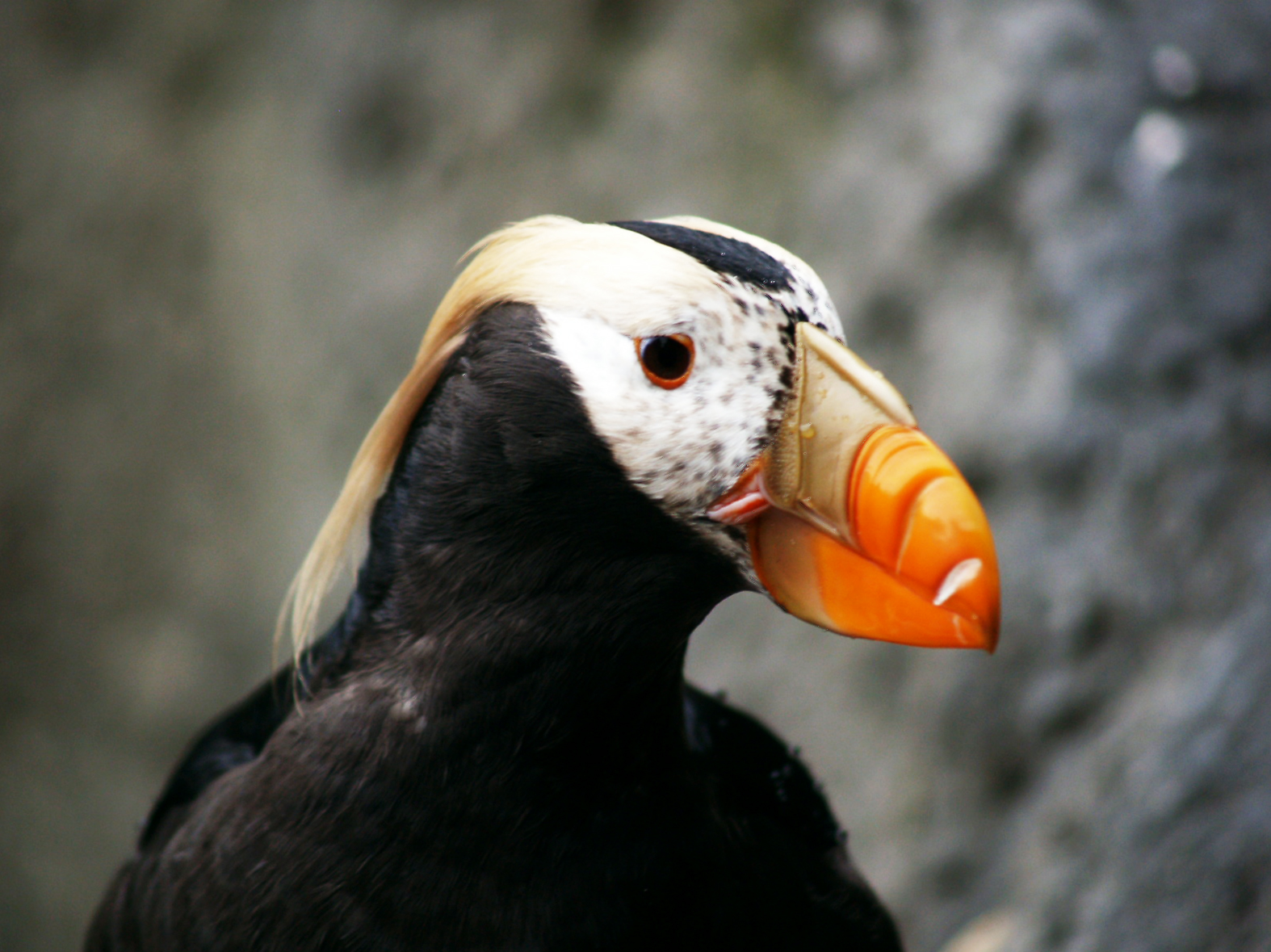
Hải âu mỏ sáng Crested ở Seattle, Washington
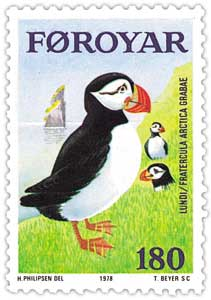
Con tem phát hành năm 1978 ở Faroe có in hình một con hải âu